# Californian Soil
Albums de London Grammar
Truth Is a Beautiful Thing
(2017) The Greatest Love
(2024)
Californian Soil est le troisième album studio du groupe britannique London Grammar sorti le 16 avril 2021.

## Liste des titres
Toutes les chansons sont écrites et composées par London Grammar (Hannah Reid, Dominic Major et Daniel Rothman) sauf mention.
| 1.    | Intro               |                                                             | London Grammar                          | 2:25 |
| 2.    | Californian Soil    |                                                             | - London Grammar - Charlie Andrew       | 3:41 |
| 3.    | Missing             |                                                             | London Grammar                          | 3:35 |
| 4.    | Lose Your Head      | - Reid - Major - Rothman - George FitzGerald                | FitzGerald                              | 3:19 |
| 5.    | Lord It's a Feeling |                                                             | - London Grammar - FitzGerald           | 4:12 |
| 6.    | How Does It Feel    | - Reid - Major - Rothman - Steve Mac - Alexander Shuckburgh | - London Grammar - Steve Mac            | 3:31 |
| 7.    | Baby It's You       | - Reid - Major - Rothman - FitzGerald                       | - London Grammar - FitzGerald           | 4:12 |
| 8.    | Call Your Friends   | - Reid - Major - Rothman - Mac                              | - London Grammar - Mac - Everton Nelson | 3:11 |
| 9.    | All My Love         |                                                             | London Grammar                          | 4:32 |
| 10.   | Talking             |                                                             | - London Grammar - Nelson               | 3:23 |
| 11.   | I Need The Night    |                                                             | - London Grammar - Nelson               | 4:20 |
| 12.   | America             |                                                             | - London Grammar - Andrew               | 4:05 |
| 44:16 |                     |                                                             |                                         |      |

## Certifications
| Pays              | Certification | Unités certifiées |
| ----------------- | ------------- | ----------------- |
| Royaume-Uni (BPI) | Or            | 100 000           |